# Chrysler by Chrysler

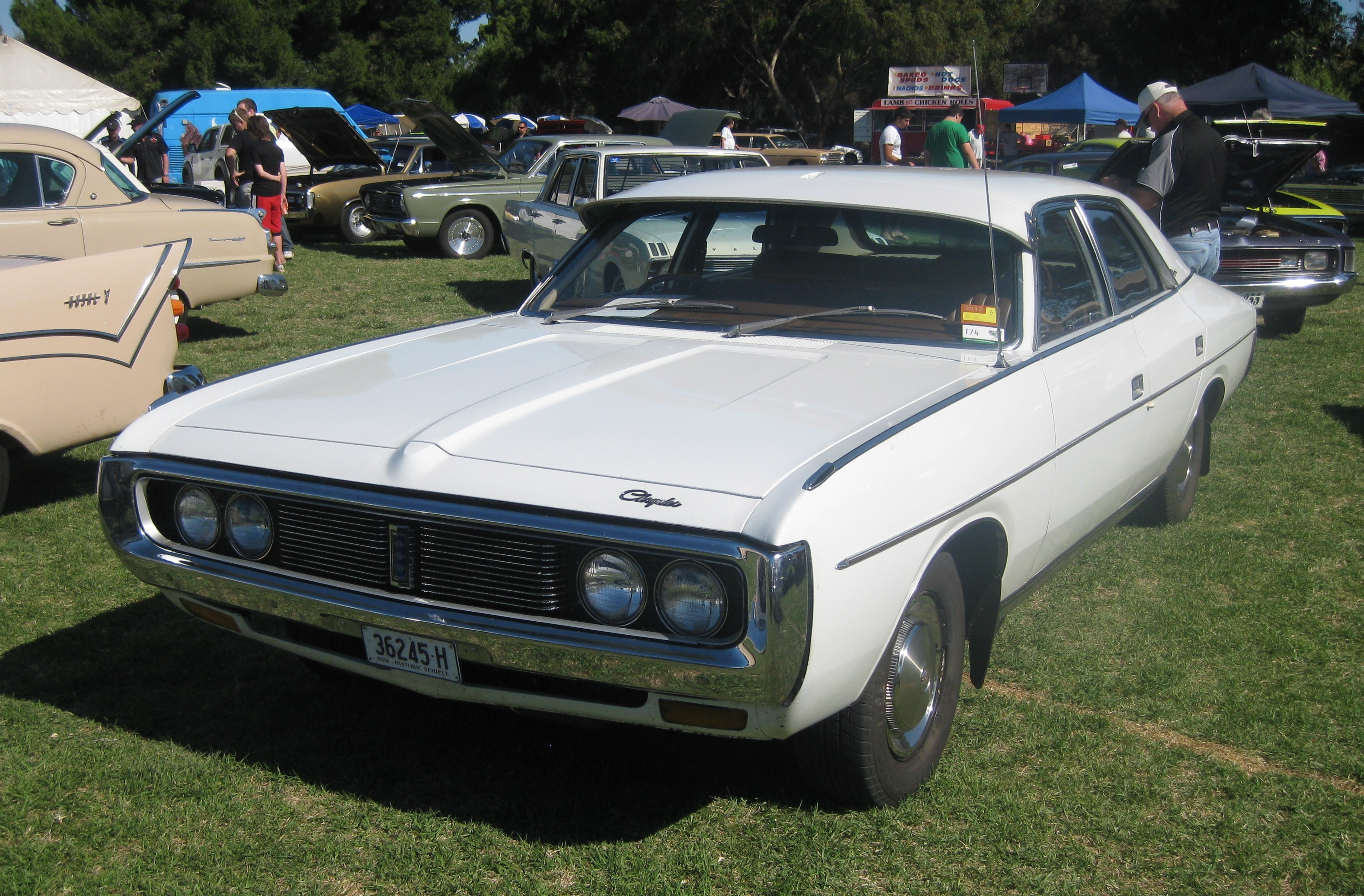
Chrysler CH Sedan blanche.

La Chrysler by Chrysler est une automobile produite par Chrysler Australia de 1971 à 1976. Il s'agit d'une variante de luxe à empattement allongé de la Chrysler Valiant développée en Australie.

## Série CH
La Chrysler Série CH d'origine a été introduite en novembre 1971 en remplacement de la Chrysler VIP en tant que concurrente Chrysler de la Ford Fairlane et la Statesman sur le marché australien des voitures de prestige. Elle était offerte en Sedan quatre portes et en Hardtop deux portes. La Chrysler était basée sur la Chrysler Valiant Série VH, utilisant le plancher de la version Hardtop deux portes. L'empattement de 115 pouces (2900 mm) de la Chrysler était identique à celui de la Valiant Hardtop et 4 pouces (100 mm) plus long que celui utilisé sur la Valiant Sedan. La Chrysler différait aussi considérablement de la Valiant en apparence extérieure, avec une calandre à quatre phares entourée d'un contour chromé et un ensemble de feu arrière horizontal enveloppant unique. Le style frontal rappelle fortement la Dodge Coronet américaine de 1971. Une longue liste d'équipements standard de luxe distingue la Chrysler de la Valiant et comprend des freins à disque avant, une direction assistée, une radio à bouton-poussoir avec antenne électrique, un coffre recouvert de moquette, des vitres électriques et un éclairage de courtoisie comprenant des lampes de lecture réglables pour les passagers arrière. Une attention considérable a également été accordée à la réduction du bruit, des vibrations et de la rudesse (BVR) grâce à l'application de matériaux d'insonorisation supplémentaires.
Un moteur six cylindres Hemi de 4,3 L (265 pouces cubes) a été installé de série, avec un V8 de 5,9 L (360 pouces cubes) conçu aux États-Unis et construit en Australie, disponible en option. Une boîte automatique TorqueFlite à trois vitesses importée a été utilisée dans toutes les variantes.

## Série CJ
Une version Chrysler Série CJ mise à jour est sortie en mai 1973, un mois après la Valiant Série VJ mise à jour. Ce modèle de Chrysler se distinguait par des changements esthétiques mineurs par rapport à sa prédécesseur. La Sedan quatre portes était désormais le seul modèle proposé, car le style de carrosserie Hardtop deux portes n'a pas été repris dans cette Série.
Ce modèle a également été vendu sur certains marchés d'exportation, dont le Japon. Dans ce pays, elle était commercialisée sous le nom de "Chrysler 318 CA" et comportait une transmission automatique à trois vitesses couplée au plus petit V8 de 5,2 litres qui n'était proposé sur les voitures du marché australien qu'en 1976, avec 150 ch (148 ch; 110 kW). La vitesse maximale revendiquée pour le modèle du marché japonais est de 170 km/h.

## Série CK
Une version Chrysler Série CK mise à jour a été lancée en octobre 1975, coïncidant avec la sortie de la gamme Valiant VK. Les changements étaient encore mineurs. Le moteur V8 de 5,9 L a été modifié pour améliorer à la fois l'économie et les performances, mais la nouvelle réglementation sur les émissions a vu cette unité être remplacée par un V8 de 5,2 L à partir du 1er juillet 1976.
La Chrysler CK a été abandonnée en octobre 1976 avec l'introduction de la Série CL des modèles Valiant et Regal. Cette gamme comprenait la Chrysler Regal SE Sedan de luxe qui remplaçait efficacement la Chrysler, bien qu'elle ne comportait pas l'empattement plus long ou les caractéristiques de style uniques du modèle sortant.